# HolB
Код Е. coli и других бактерија, HolB је ген који кодира делта прајм подјединицу ДНК полимеразе III.